# Sven Arvid Birkeland
Sven Arvid Birkeland (født 22. april 1939) er en dansk læge og forfatter.
Birkeland tog en lægevidenskabelig embedseksamen fra Københavns Universitet 1967. Han blev specialist i nefrologi og intern medicin 1976 og dr.med. 1977. Han var overlæge på Odense Universitetshospitals nefrologiska afdeling i perioden 1978-2002 med ansvar for nyretransplantation for Fyn og Sydjylland og for børnenyretransplantation tillige i resten af Vest-Danmark. Samtidig var han lektor ved Syddansk Universitet.
I 2002 fik Birkeland ansættelse på som seniorforsker på Rehabiliterings- og Forskningscentret for Torturofre. Fra september 2004 har hans arbejde omfattet projektet: ”I krigens kølvand". Birkeland har været formand for 4. Maj Kollegiet på Frederiksberg og Hassagers Kollegiums Venneforening siden 2001. Han er leder af ”netværk for modstandsbørn” fra 2007, medlem af besættelsestidsnetværket ved Frihedsmuseet 2008 og medlem af Netværk for Nazisme- og Holocauststudier ved Syddansk Universitet fra 2008. I 2010 modtog han Niels Ebbesen Medaljen for sit arbejde med danske modstandsfolk og KZ-fanger.
I efteråret 2006 anførte forfatteren Erik Haaest, at Birkeland ved en henvendelse til den da 93-årige Anna Lund Lorenzen i forbindelse med et projekt om torturofre og -bødler ved Rehabiliterings- og Forskningscentret for Torturofre havde overtrådt de betingelser, han havde skrevet under på for at få indsigt i arkivmateriale. Det blev dog afvist af både Birkeland og Statens Arkiver. 